# Eulalie Nibizi
 (juillet 2014).
 (novembre 2020).
Pour les articles homonymes, voir Nibizi.
Eulalie Nibizi (née le 24 juin 1960) est une syndicaliste du Burundi. Elle préside le Syndicat des travailleurs de l'enseignement du Burundi.
Elle a participé en 1991 à la création du premier syndicat du Burundi, l'Union des travailleurs du Burundi. Elle a ensuite pris ses distances avec ce syndicat, considérant qu'un syndicat auquel tous les fonctionnaires devaient adhérer n'était plus un syndicat.
Eulalie Nibizi a été incarcérée entre en 1997 et 2004 pour « trouble à l'ordre public ». Elle a fait état de pressions politiques à son encontre. En 2002, elle obtient à la suite d'une grève générale un statut spécifique pour les enseignants, ainsi que le paiement d'arriérés de salaires et la gratuité des frais de scolarité pour les enfants d'enseignants.
Elle a été réélue en septembre 2012 pour un troisième mandat à la tête du STEB.

## Sources
- Eulalie Nibizi, égérie syndicale sur jeuneafrique.com
- Eulalie Nibizi ou la lutte pour la justice sociale sur iwacu-burundi.com